# Кальярі
Кальярі або Кастеду (лат. Caralis, італ. Cagliari, сард. Casteddu) — місто в Італії, головне місто острова Сардинія, адміністративний центр області Сардинія та провінції Кальярі. Сардинська назва міста — Кастедду (Casteddu), що означає «замок».
Кальярі розміщене на відстані близько 420 км на південний захід від Рима.
Населення — 154 478 осіб (2014), або близько 350,000, якщо включити передмістя: Елмас, Селарджус, Монсеррато, Картуччу, Карту Сант'Елена.
Щорічний фестиваль відбувається 30 жовтня. Патроном міста є Святий Сатурнін (іт.: Saturniunus), священномученик, якому стя́ли голову в Кальярі під час переслідувань Діоклетіана в 303 році.

## Історія
Кальярі було заселене з доісторичних часів, оскільки займає вигідне місце між морем та родючою рівниною. Кальярі було засноване під назвою Караліс бл 7 століття до н. е., як одна з ряду фінікійських торгових колоній в Сардинії, заснованих з Тіру. Заснування Кальярі виразно приписується карфагенцям.

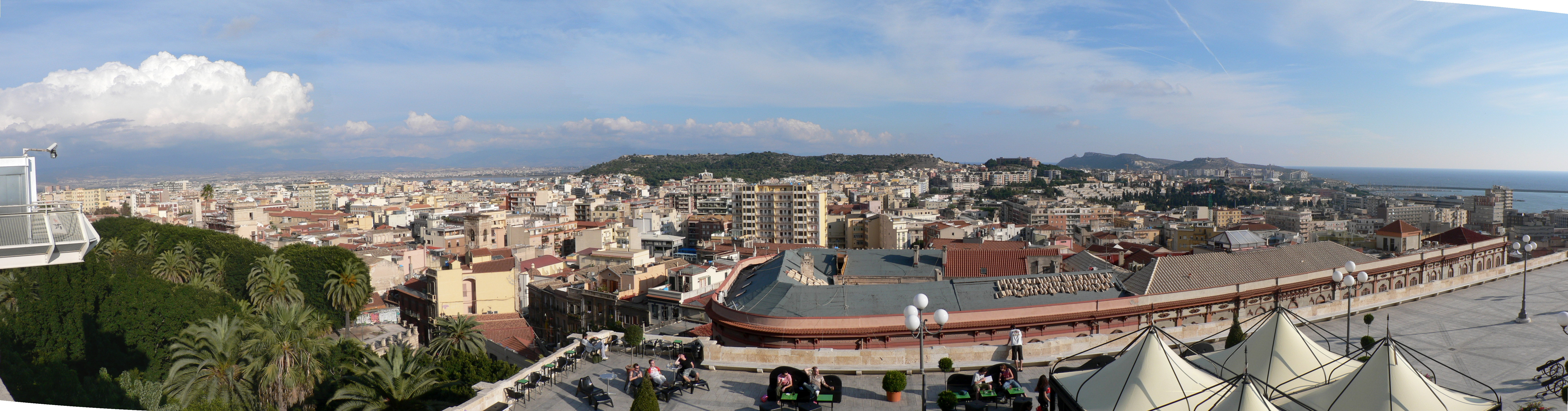
Вид на історичний квартал міста Кастелло, де зберігся Бастіон Сан-Ремі

17 грудня 2016 року в парку Монте Кларо, відкрили перший в Італії пам’ятник жертвам українського Голодомору.

## Демографія
Населення за роками:

Станом на 1 січня 2023 року в муніципалітеті офіційно проживало 8940 іноземців з 127 країн, серед них 1076 громадян країн Євросоюзу та 969 громадян України.

## Уродженці
- Амедео Наццарі (1907—1979) — італійський актор театру і кіно
- Нанні Лой (1925—1995) — італійський режисер театру та кіно, сценарист і актор
- П'єр Анджелі (1932—1971) — італійська акторка
- Андреа Коссу (*1980) — італійський футболіст, півзахисник, згодом — спортивний функціонер
- Джорджіа Палмас (* 1982) — італійська акторка, модель
- Нікола Мурру (*1994) — відомий італійський футболіст, захисник.

## Сусідні муніципалітети
- Ассеміні
- Капотерра
- Ельмас
- Монсеррато
- Куарту-Сант'Елена
- Куартуччу
- Селарджус
- Сесту

## Консульства
Консульства, що знаходяться у Кальярі:
- Бельгія
- Білорусь
- Данія
- Естонія
- Фінляндія
- Франція
- Німеччина
- Греція
- Литва
- Мальта
- Монако
- Норвегія
- Нідерланди
- Велика Британія
- Чехія
- Іспанія
- Швеція
- Швейцарія
- Угорщина
- Уругвай
- Україна

## Галерея

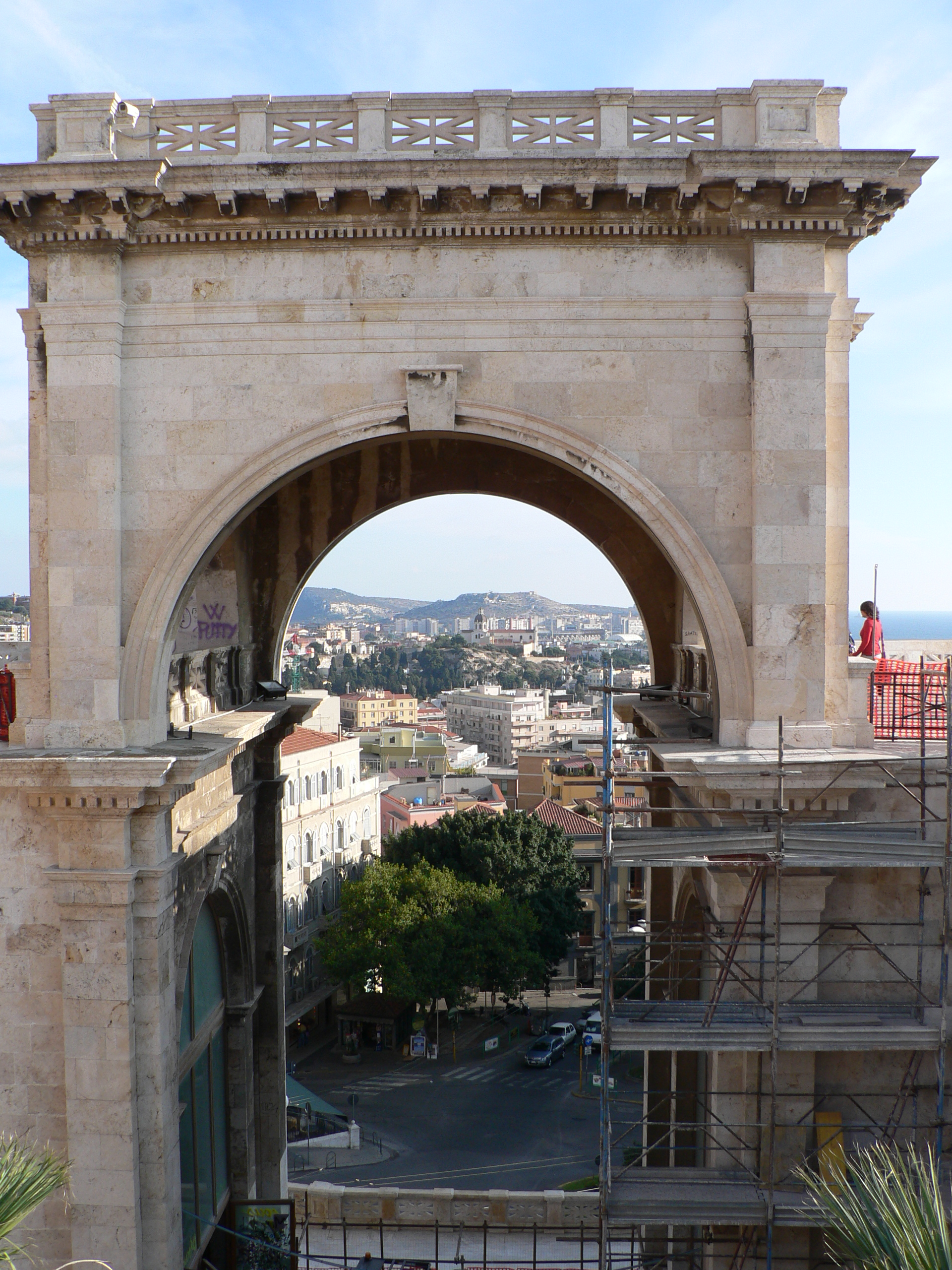
Portico del Bastione San Remy
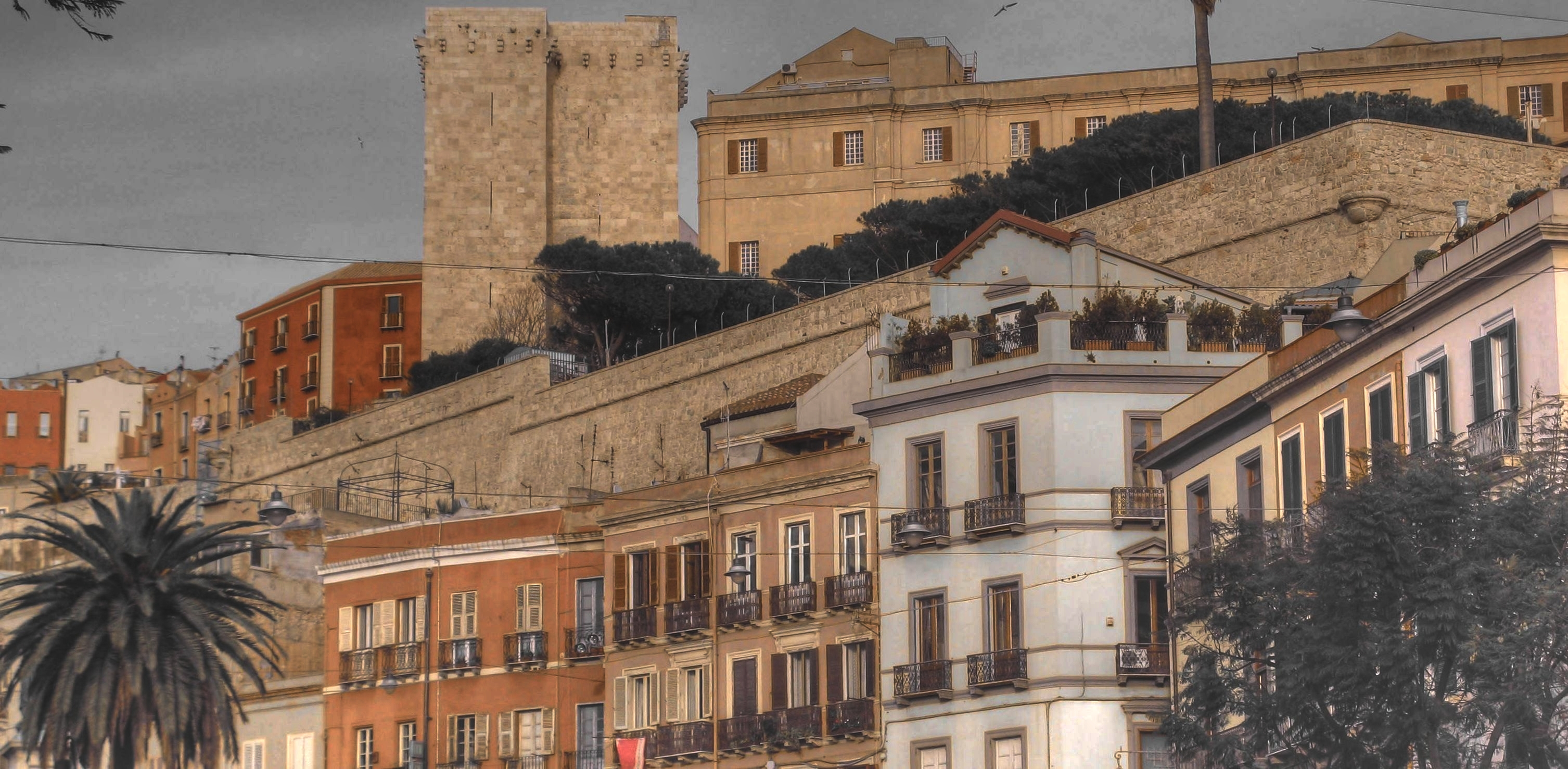
Torre dell'elefante da Piazza Yenne
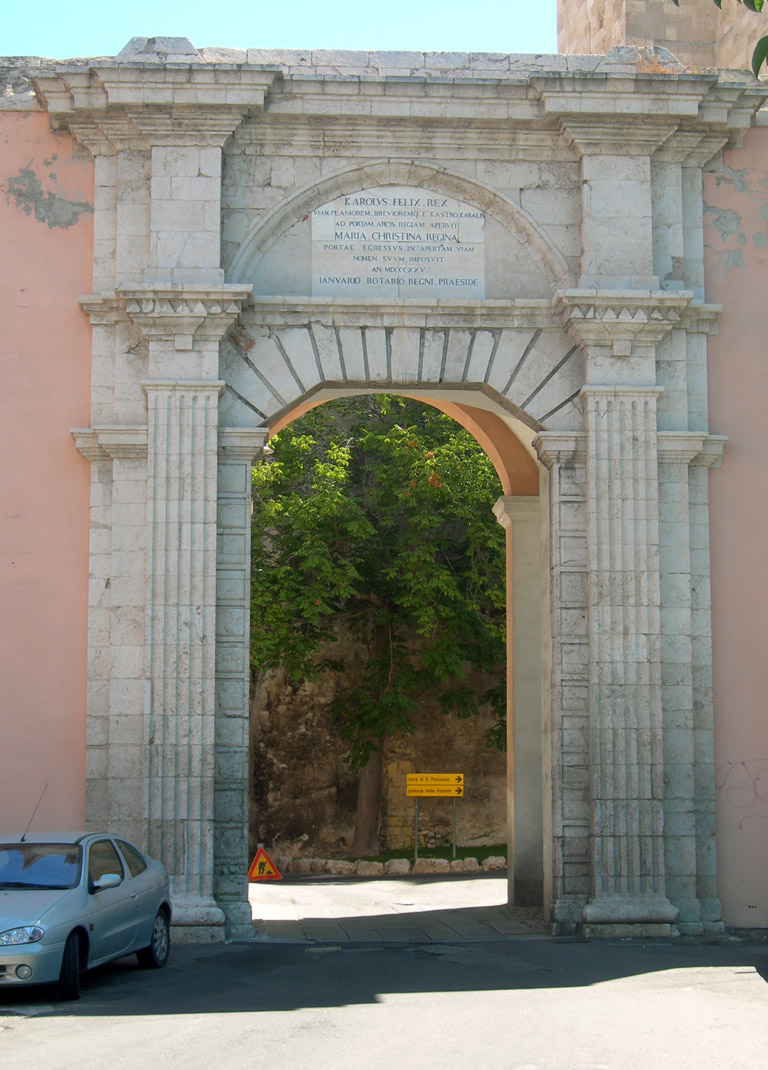
Porta Cristina
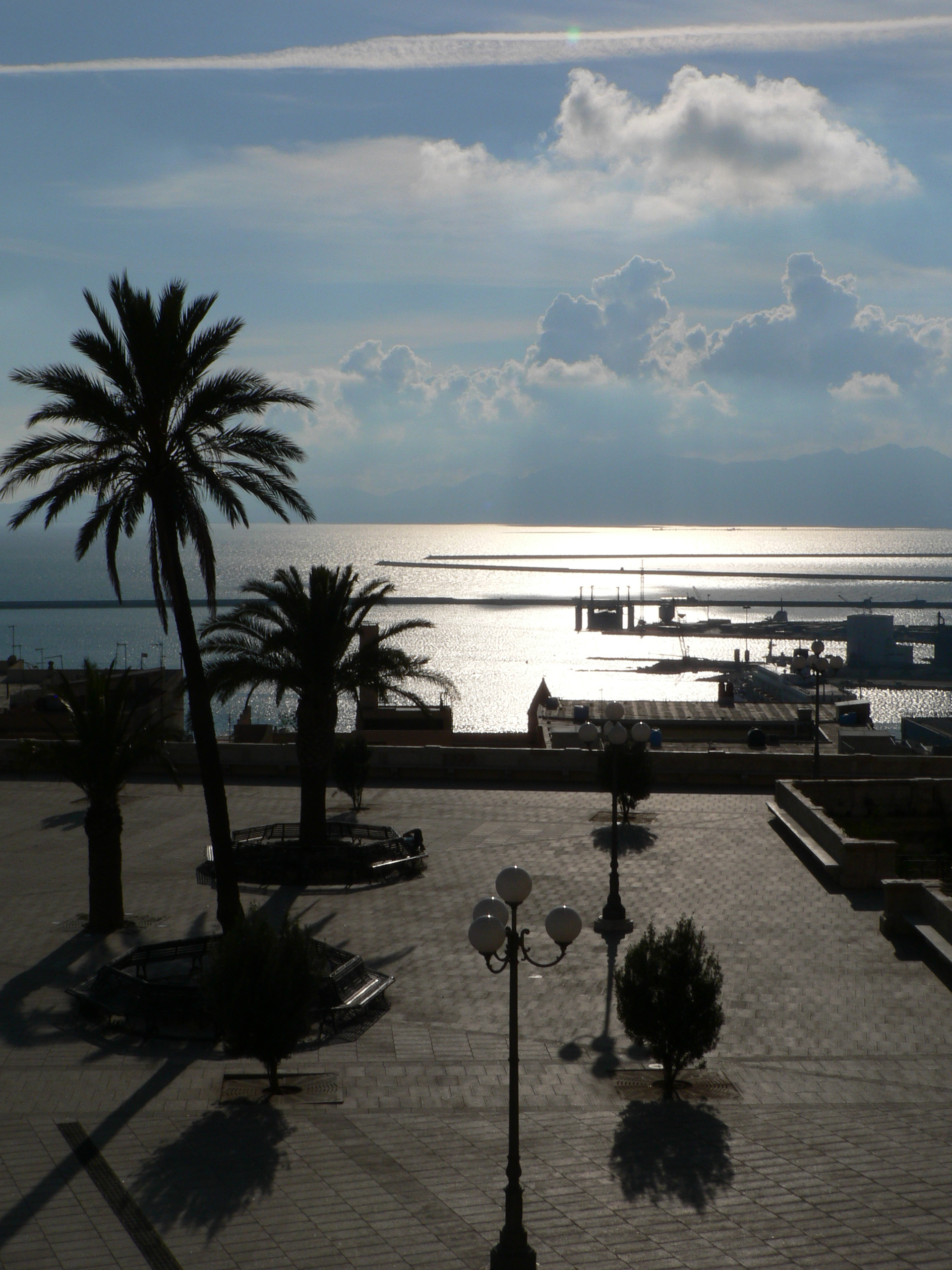
Castello
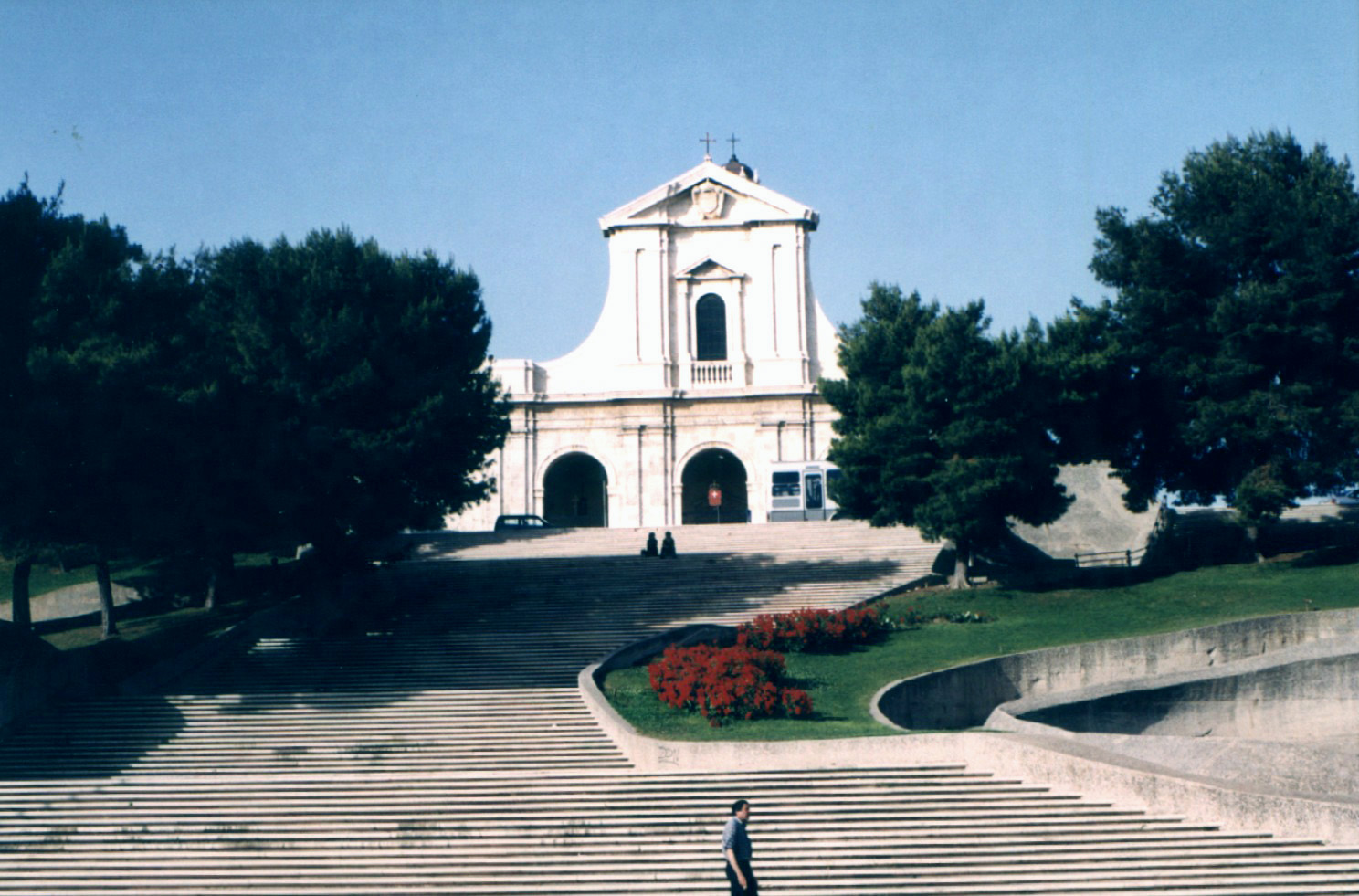
Basilica di Bonaria
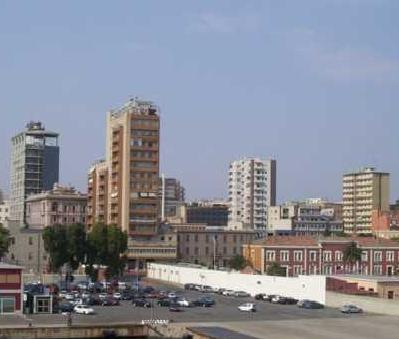
Palazzi in zona Marina/Bonaria
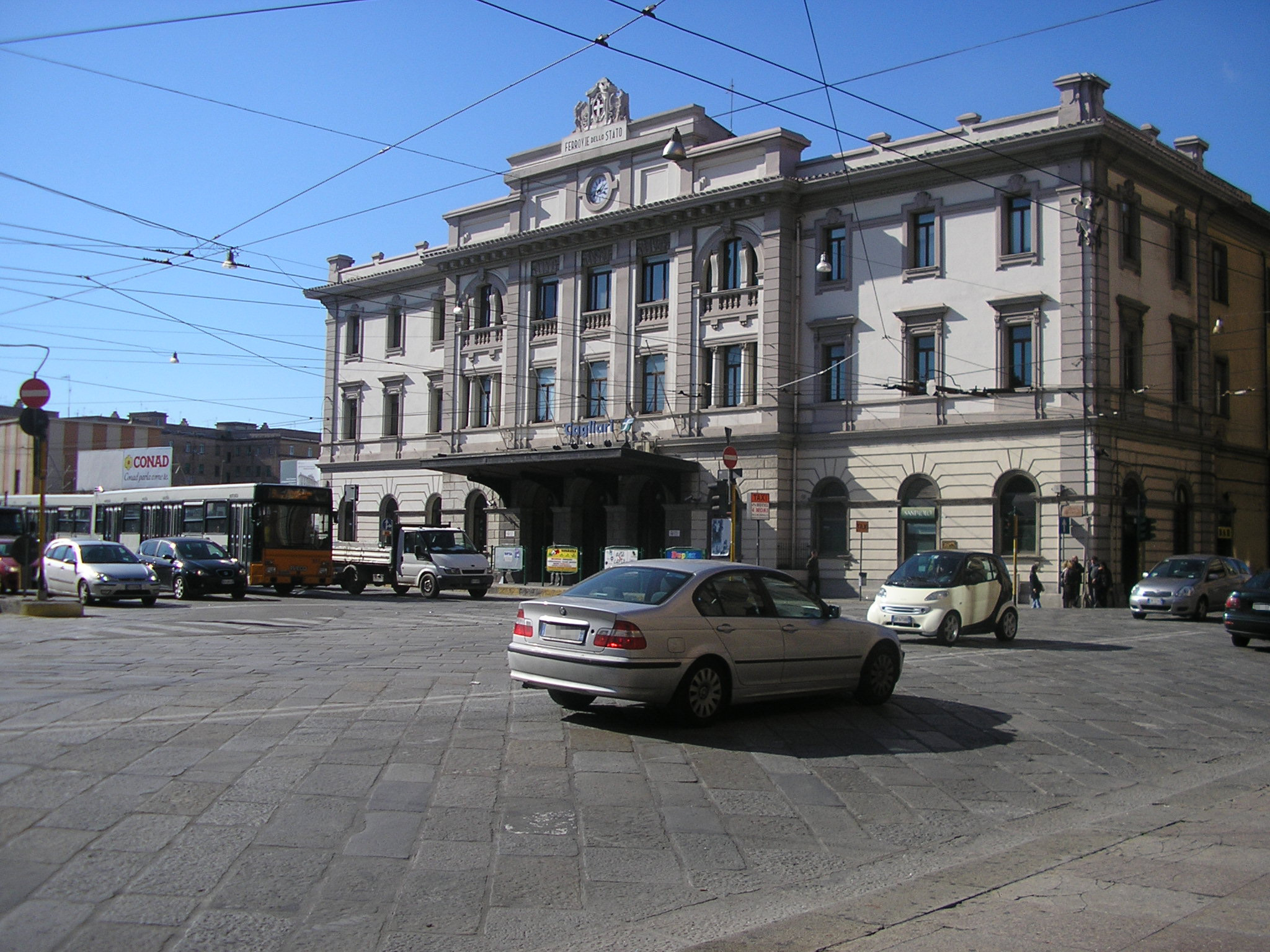
Stazione Ferroviaria
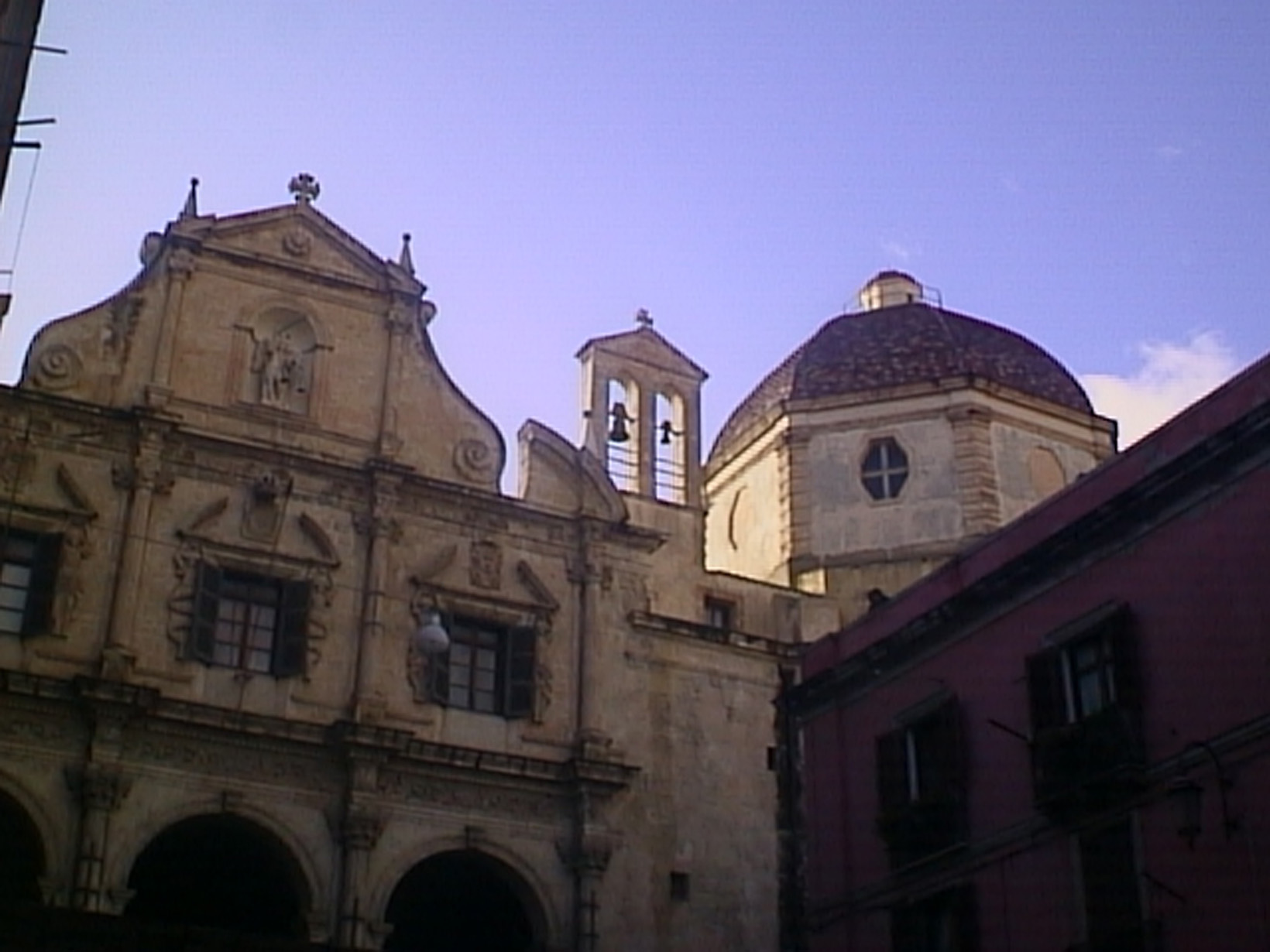
Chiesa barocca di San Michele
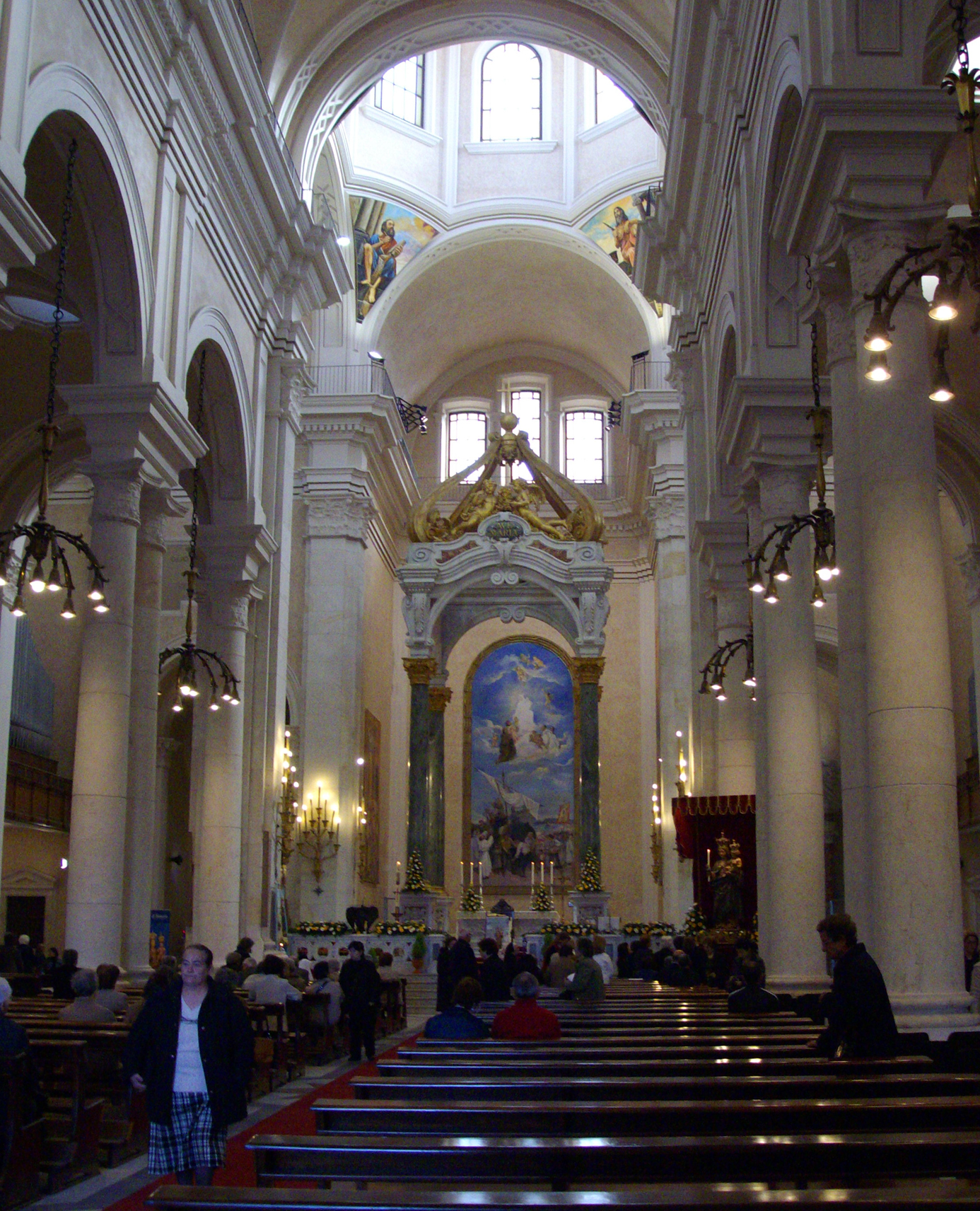
L'interno della Basilica di Bonaria
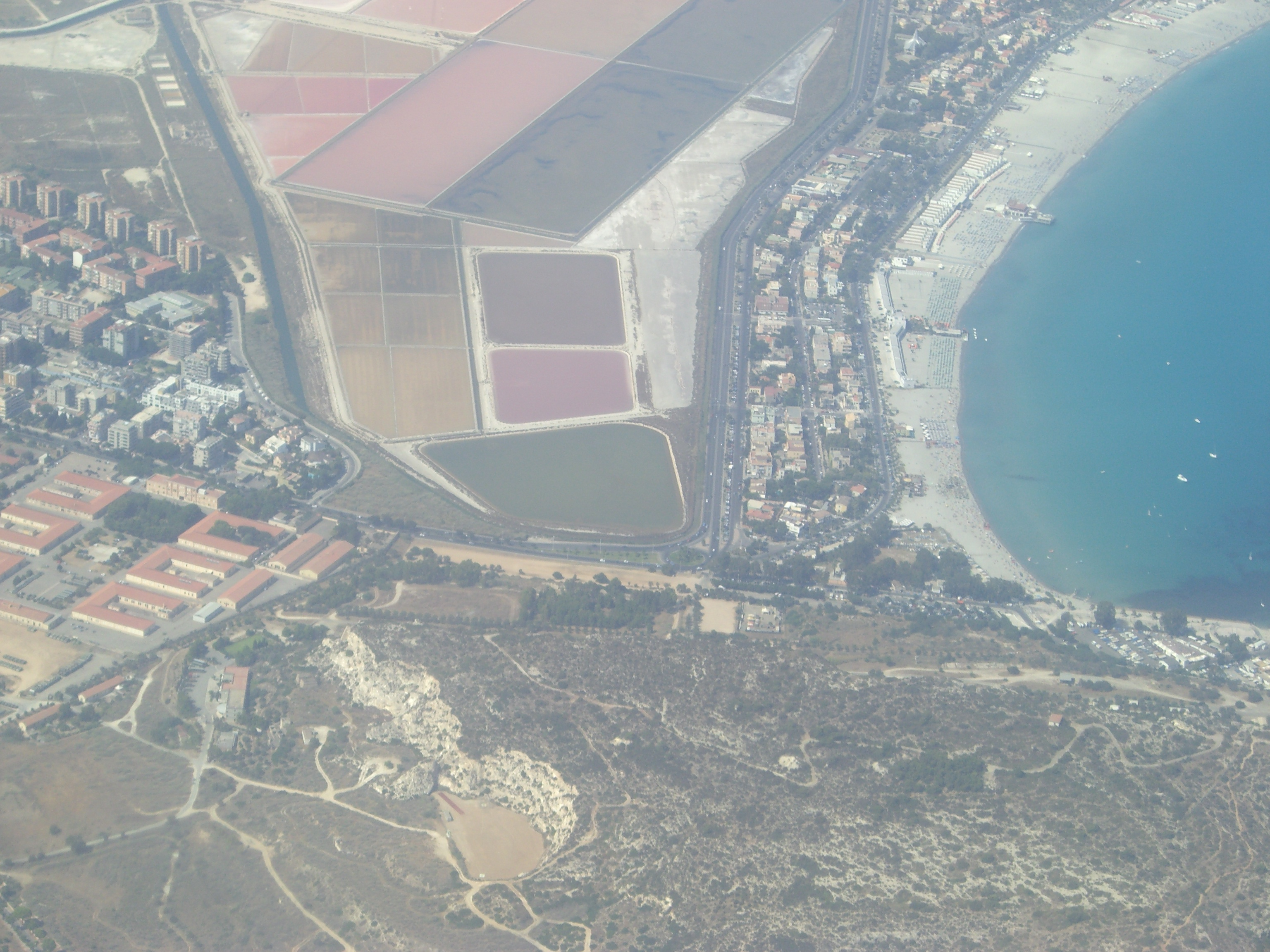
Vista aerea: Quartiere del Sole, Molentargius, Sella del diavolo e Poetto
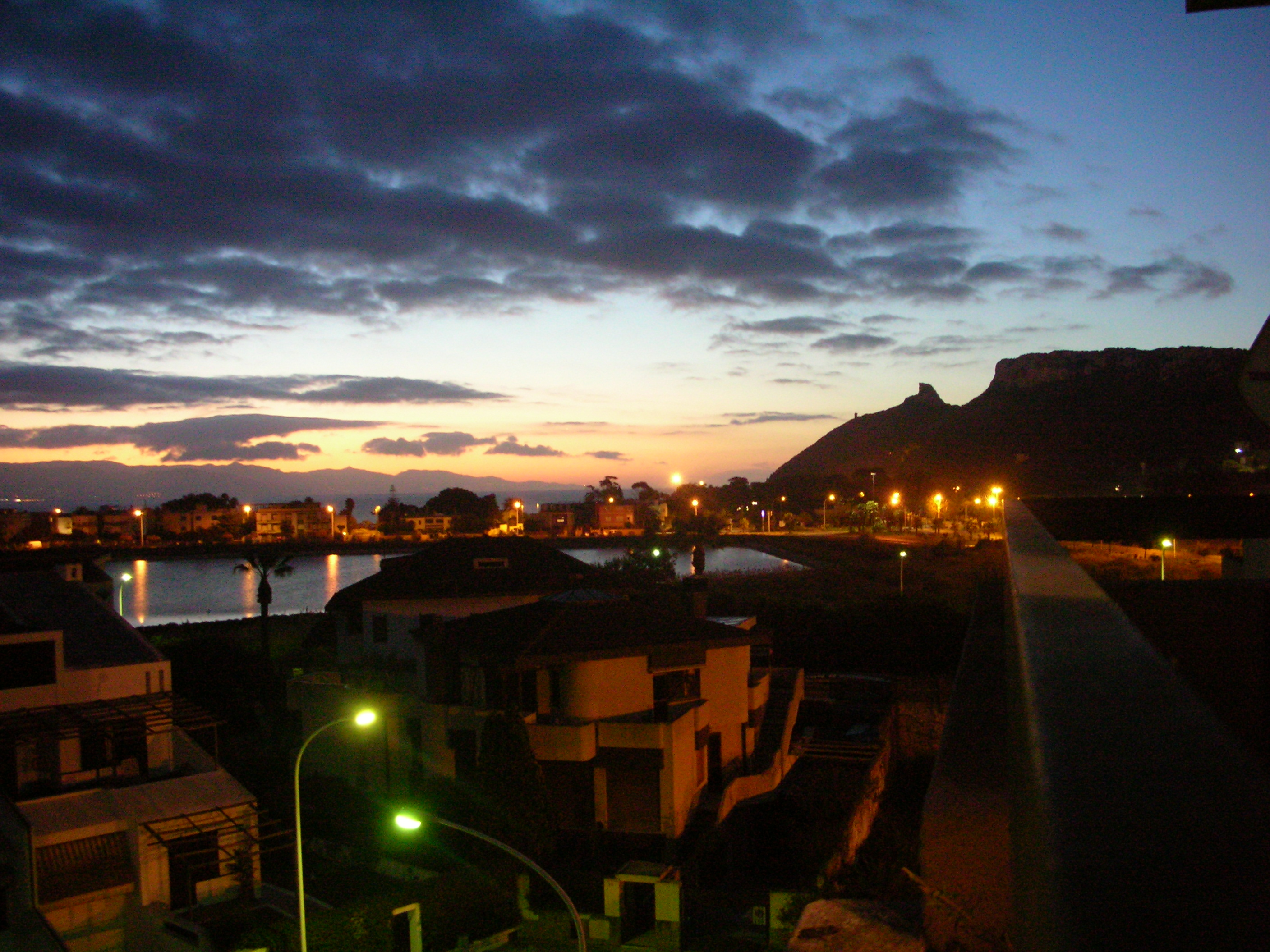
Quartiere del Sole, Saline, Sella del diavolo e Poetto all'alba
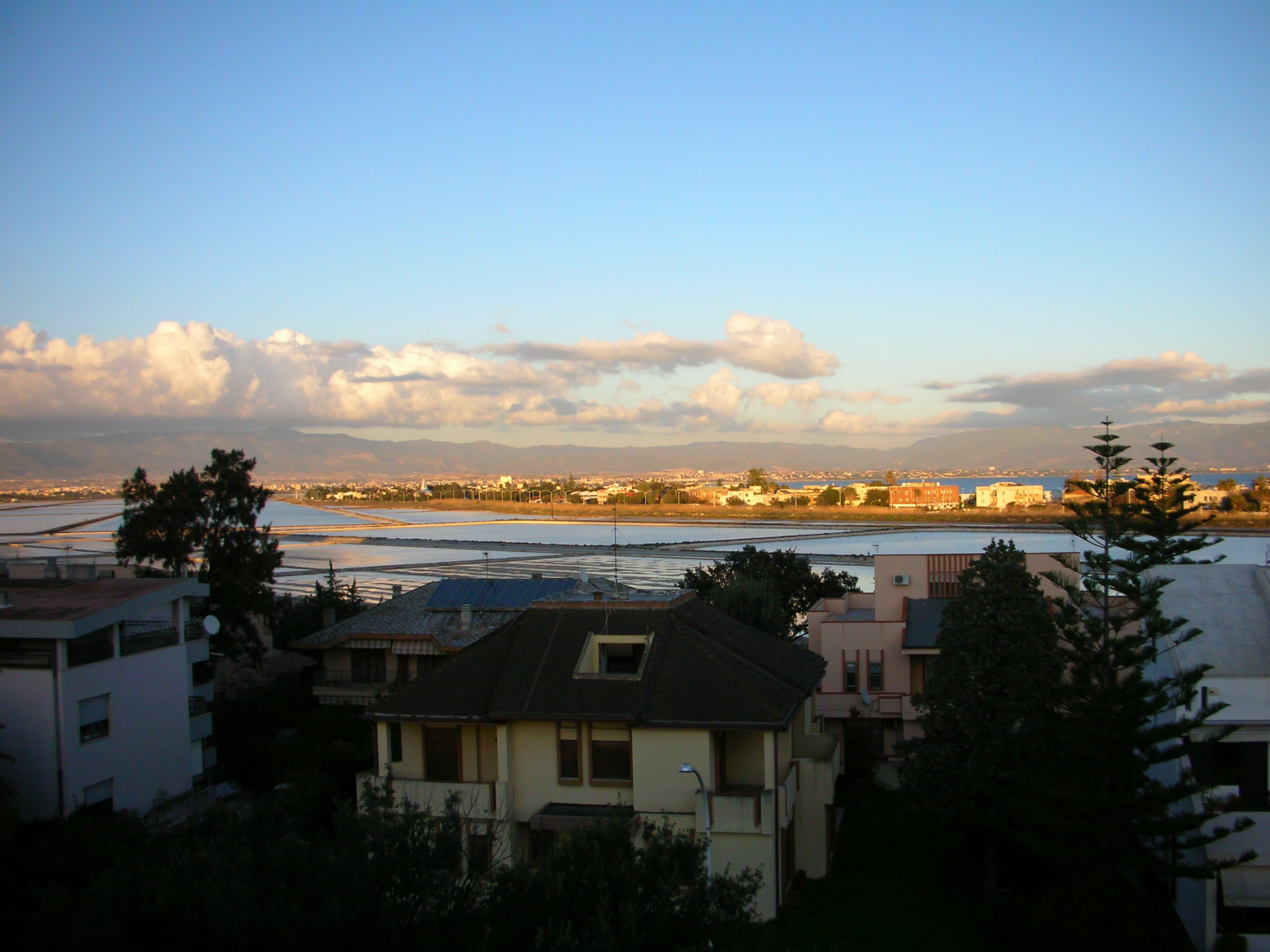
Quartiere del Sole, Saline, Molentargius, Poetto e Flumini
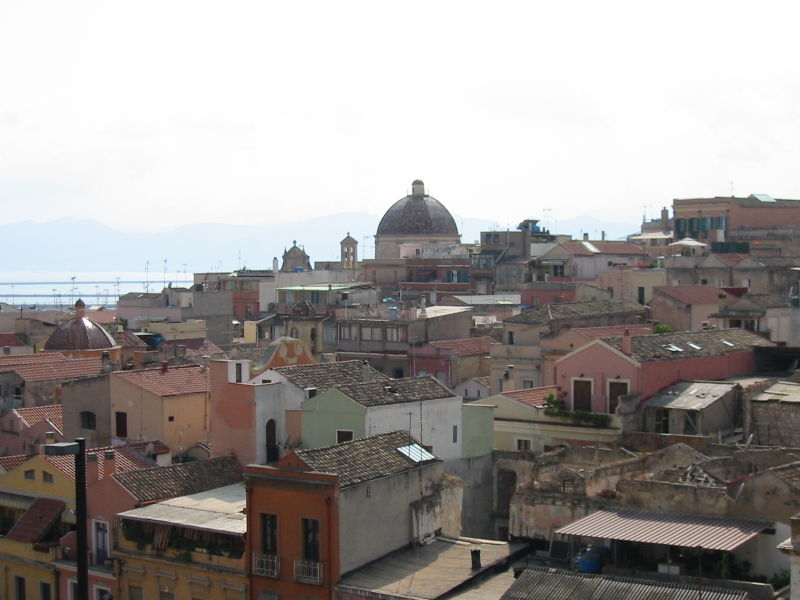
Панорама міста Кальярі
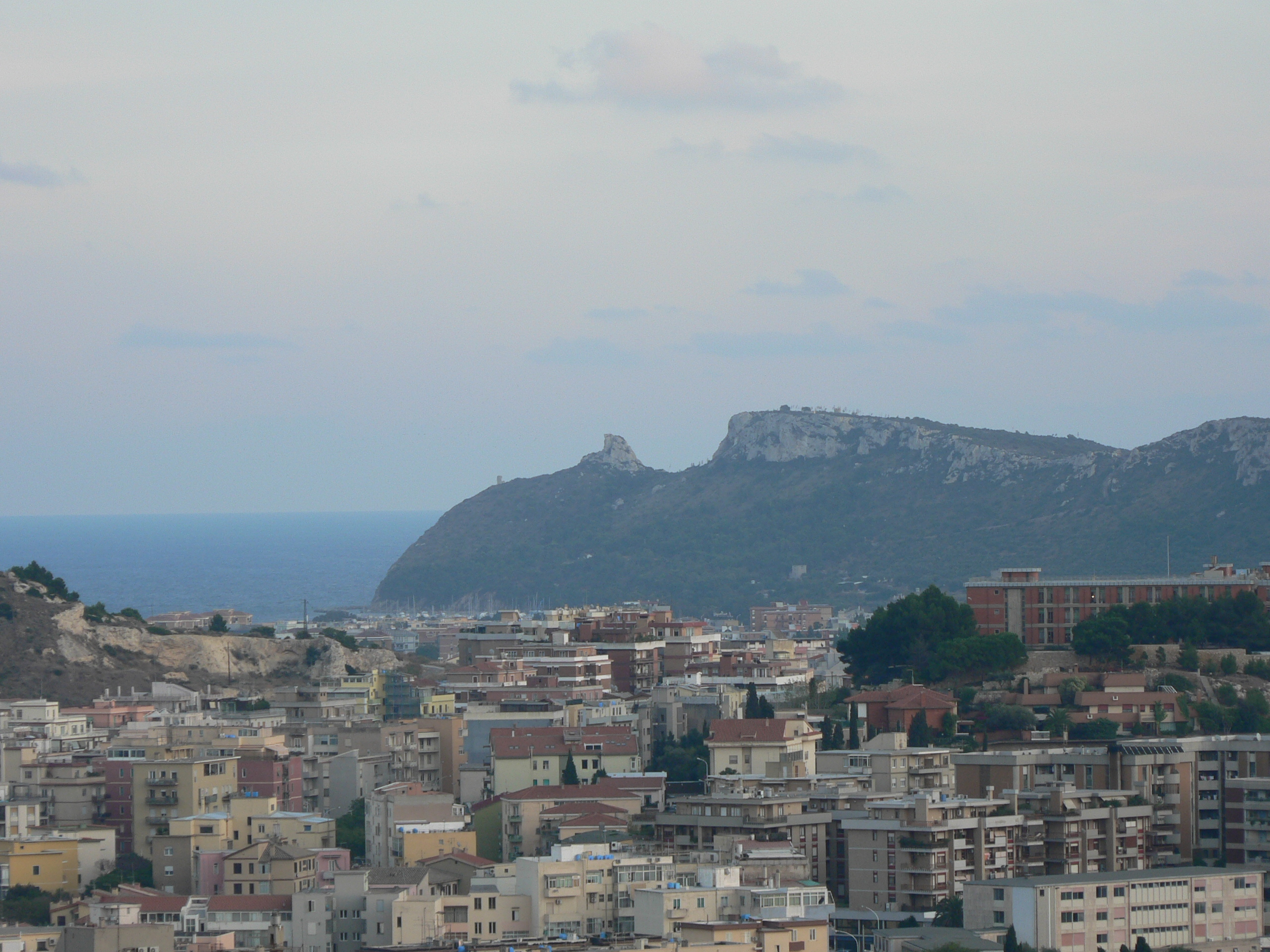
Панорама міста Кальярі